# Burg Wellheim
Die Burg Wellheim ist eine ehemalige Wehranlage in Oberbayern im Landkreis Eichstätt. Die Ruine der Felsenburg liegt beherrschend auf einem Jurafelsen über dem Markt Wellheim im Urdonautal (Wellheimer Trockental). Sie wurde im 18. Jahrhundert verlassen und teilweise abgebrochen. Die Anlage ist unter der Aktennummer D-1-76-166-8 als denkmalgeschütztes Baudenkmal von Wellheim verzeichnet. Ebenso wird sie als Bodendenkmal unter der Aktennummer D-1-7132-0102 im Bayernatlas als „mittelalterliche Burg“ geführt.

## Zugang

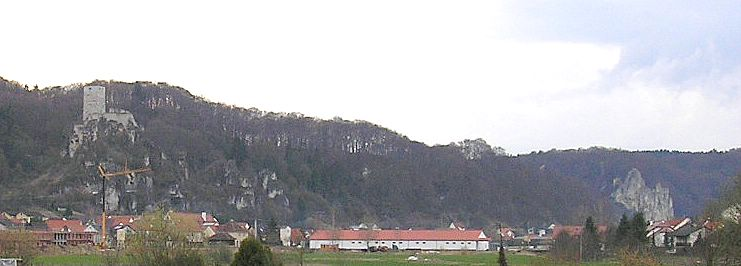
Ansicht aus dem Wellheimer Trockental

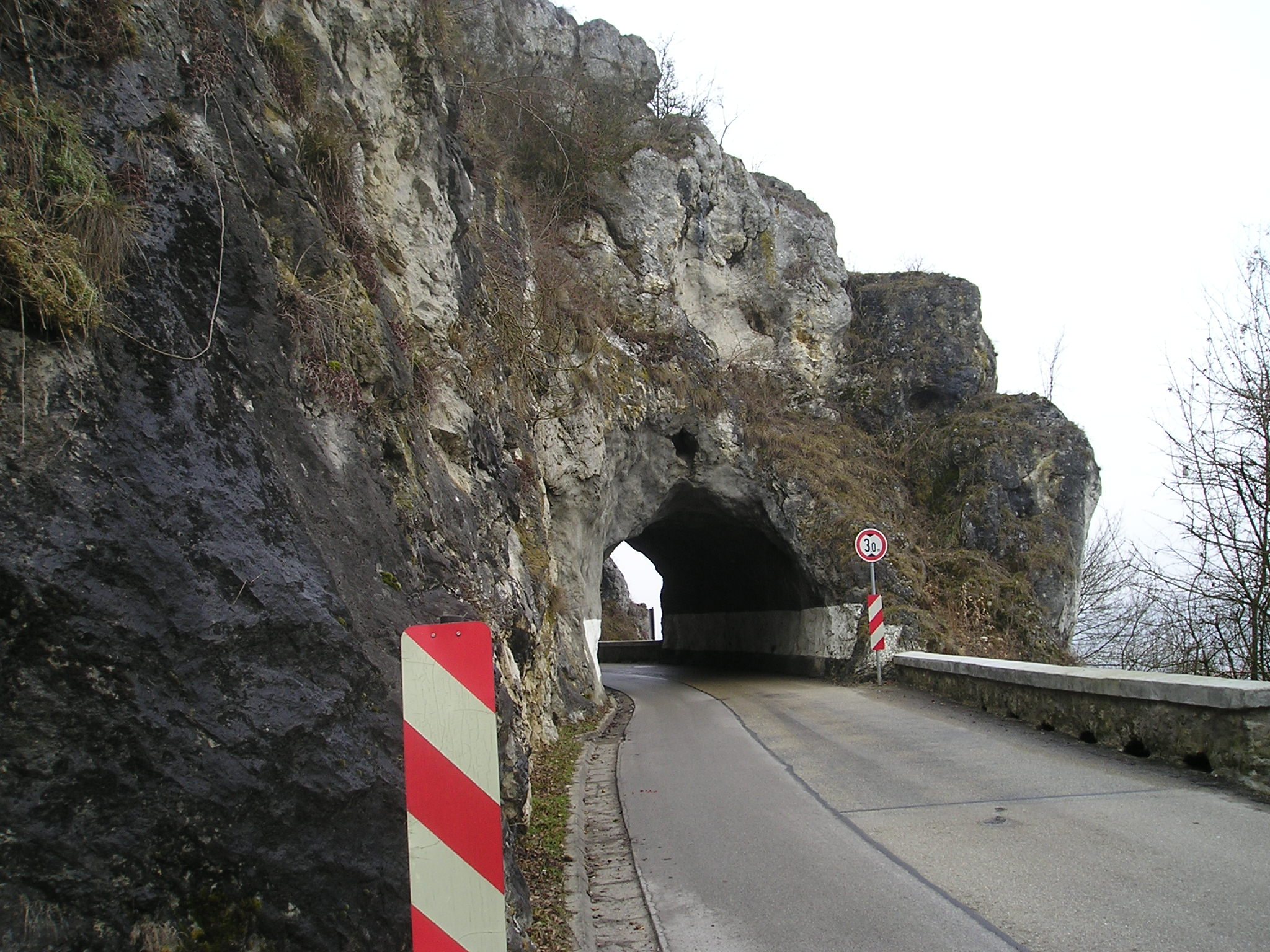
Straße unterhalb der Burgruine

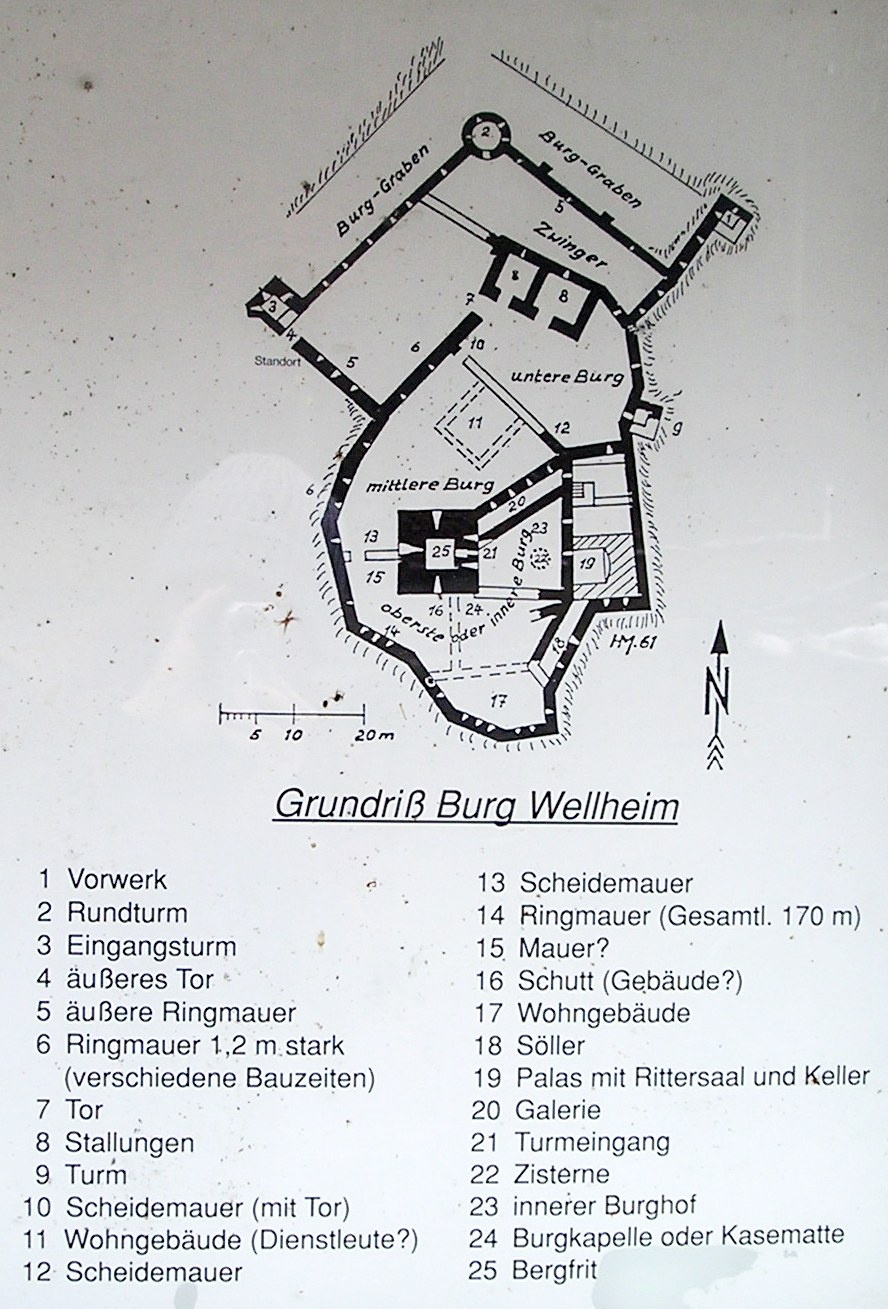
Grundriss auf der Infotafel unter der Burg

Die Burgruine über Wellheim ist über die Kreisstraße EI 5 Wellheim – Gammersfeld zu erreichen, die in der Wellheimer Ortsmitte nach dem Rathaus abzweigt. Unterhalb der Burganlage führt die Straße durch zwei in den Burgfelsen gehauene Tunnel. Sie wurde 1921/22 von Emil Johannes Köhler (1870–1941), damals Leiter des Bauamts Wellheim-Süd des Zweckverbandes für Juraerschließungsstraßen, projektiert und erbaut.

## Geschichte
Die Herren von Wellheim wurden mit „Friedrich von Wellenhaym (nobilis homo)“ 1121 erstmals urkundlich erwähnt und waren wohl edelfreier Herkunft. In der Konkurrenz zu dem aufstrebenden Grafengeschlecht von Grögling und Dollnstein, die sich nach ihrer neuen Burg Grafen von Hirschberg nannten, verloren die Ritter von Wellenheim allmählich ihren Besitz, erhielten aber ihre Burg als Lehen zurück. Die ehemals freien Herren von Wellenheim wurden zu Ministerialen.
Als der letzte Hirschberger, Graf Gebhard VII. 1305 starb, ging die Herrschaft 1309 im Rahmen eines Vergleichs an die Grafen von Oettingen über; die Wellheimer Ritter wurden öttingische Ministerialen. Als gräfliche Dienstmannen trat 1322 ein Raimund und 1344 ein Hans von Wellenheim in Erscheinung. Der letzte dieses Geschlechts war Gößwein, Marschall von Wellenheim, der 1400 beurkundete.
1360 kaufte Friedrich von Heydeck die Burg zusammen mit der Herrschaft Dollnstein von den Oettingern. Johann von Heydeck musste die Burg samt dem zugehörigen Besitz 1449 jedoch als „Reparationsleistung“ nach einer Fehde an den Markgrafen Achilles von Brandenburg-Ansbach und seine Verbündeten, den Neuburger Pfalzgrafen Otto und Johann von Heydeck, abtreten. Der Markgraf erwarb die Anteile seiner Bundesgenossen und gab die Burg an seinen Dienstmann Hilpolyt von Seckendorf-Brunn zu Lehen.
1458 wurde die Herrschaft an den Grafen Konrad von Helfenstein, Hauptmann und Landvogt zu Monheim, weiterverkauft. Konrad bewohnte die Burg zeitweilig mit seiner Gemahlin und wurde nach seinem Tod auch in Wellheim beigesetzt. Sein Epitaph hat sich in der Pfarrkirche St. Andreas erhalten. 1525 bemächtigte sich unter Vorlage falscher Dokumente der ehemalige Helfensteiner Bedienstete Zacharias Krell der Burg und wurde im Bauernaufstand Hauptführer der Bauern von Wellheim und Umgebung. Vor den anrückenden Neuburgern verrammelte er die Burg, wurde aber, als er sich durch eine Turmöffnung sehen ließ, erschossen. Mit seinem Tod fand auch der „Wellheimer Bauernkrieg“ sein Ende.

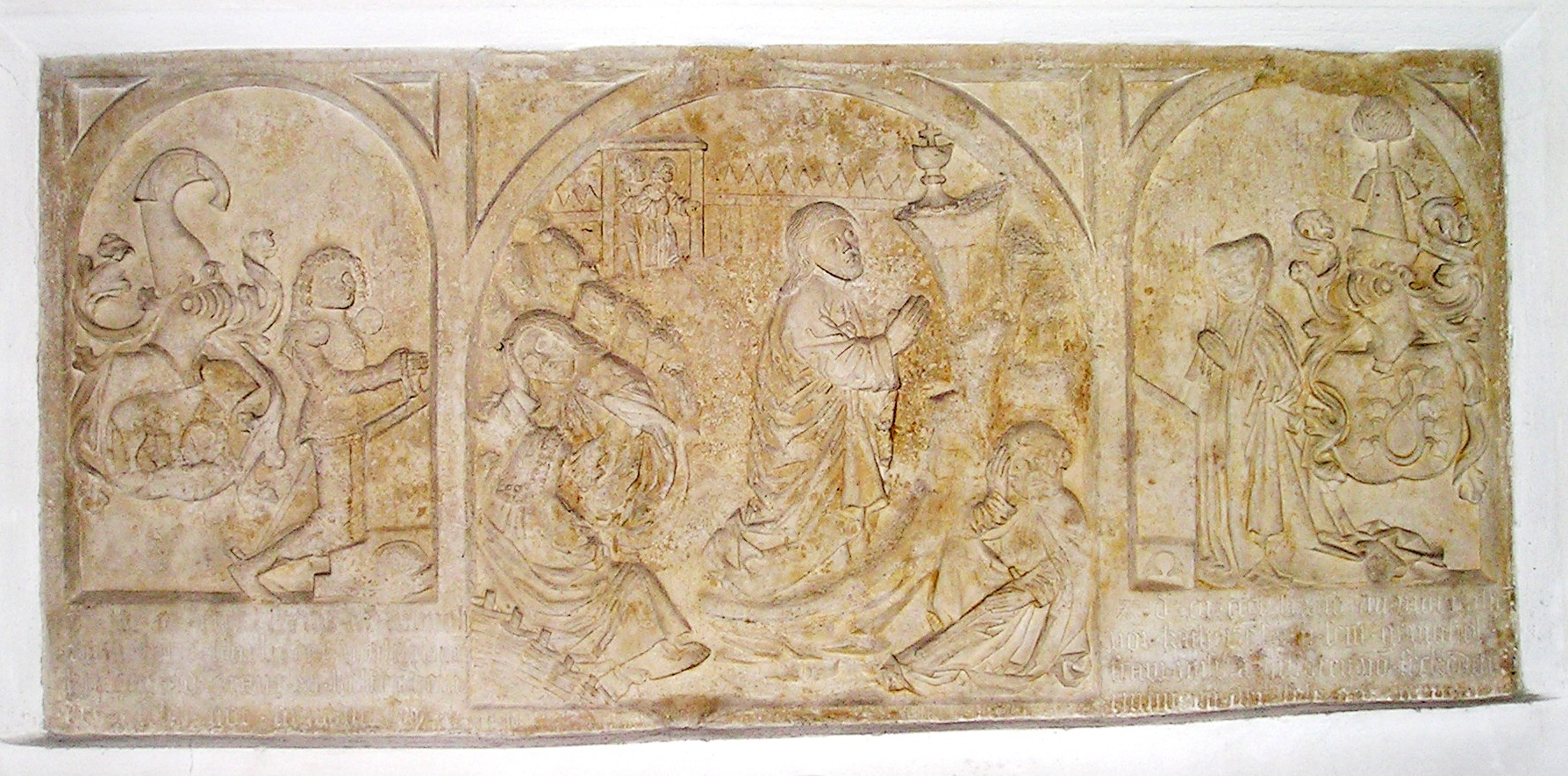
Helfenstein-Epitaph in der Wellheimer Kirche

1627 kam die Burg auf dem Erbweg an die Grafen von Oettingen-Baldern, nachdem Georg-Wilhelm von Helfenstein in Venedig ohne männlichen Erben verstorben war. Die Herrschaft wäre nun eigentlich an Brandenburg-Ansbach zurückgefallen. Da die Ansbacher Markgrafen aber Protestanten waren, versuchte der katholische Herzog Wolfgang Wilhelm von Pfalz-Neuburg die Herrschaft zu erwerben, um das katholische Bekenntnis dort zu erhalten. Hierzu wandte sich der Herzog mit Schreiben vom 8. Oktober 1627 sogar an den Kaiser. Der Neuburger konnte Wellheim zwar nicht in seinen Besitz bringen, jedoch wurde die katholische Isabella Eleonore von Oettingen-Baldern, die Tochter des letzten Helfensteiners, als Haupterbin eingesetzt. Nach dem Tod der Erbin verkaufte deren verschwendungssüchtiger Sohn Ferdinand seine Rechte an die Ansbacher Markgrafen, die sich am 27. Juni 1681 in Wellheim huldigen ließen.
Bereits 1683 wurde Wellheim gegen die Zahlung von 40.000 Gulden an das Hochstift Eichstätt weiterveräußert. Auch die Pfalzgrafen in Neuburg hatten in der Umgebung einigen Besitz und Jagdrechte. Um allen Streitigkeiten und Problemen vorzubeugen, entschlossen sich die Neuburger und Ansbacher zum Besitzübertrag an Eichstätt.
Das bisherige Pflegamt wurde unter Fürstbischof Marquard II. Schenk von Castell (regierte 1636–1685) in ein Pflegverweser-Amt herabgestuft. Der Pfleger saß in Eichstätt, in Wellheim befand sich nur ein Verweser im Pfleghaus unter der Burg. Die seit dem Ende des 16. Jahrhunderts nur noch gelegentlich von ihren Besitzern bewohnte Burg begann Schaden zu nehmen. 1767 wurde mit der Demolierung begonnen: Die Gebäude wurden teilweise abgetragen und die Ringmauer niedergelegt. Als bald nach 1773 die Burg nicht mehr verschlossen war, wurde alles Verwertbare entwendet. Seit dem Ende des 18. Jahrhunderts diente die Burg als Steinbruch.
1796 forderte die Regierung in Ansbach die Herausgabe der Herrschaft Wellheim gegen die Rückerstattung des Kaufpreises, um sie dem verdienten Staatsminister von Hardenberg zu verleihen. Das Hochstift drohte daraufhin mit einer Klage beim Reichsgericht. Wegen der rechtlichen Aussichtslosigkeit verzichtete Brandenburg-Ansbach auf weitere Versuche, Wellheim wieder an sich zu bringen.
Die Säkularisation 1802 brachte den Übergang an das Kurfürstentum Bayern, das die Herrschaft aber schon am 26. Dezember 1802 an das Großherzogtum Toskana abtreten musste.
Bereits 1805 wurde Wellheim wieder bayerisch (Friede von Pressburg). 1817 wurde Eugène de Beauharnais, der Schwiegersohn des Landesherrn Max Josef, zum Herzog von Leuchtenberg ernannt und erhielt das säkularisierte Hochstift Eichstätt als Fürstentum. 1833 verkaufte dessen Sohn 'Herzog August von Leuchtenberg seine Rechte wiederum an Bayern. Das Herrschaftsgericht in Eichstätt wurde in ein königlich bayerisches Landgericht 1. Klasse umgewandelt. 1837 kam des Landgericht zum neu gebildeten Kreis Mittelfranken. Seit der Gebietsreform 1972 gehört der Landkreis Eichstätt und damit auch Wellheim zu Oberbayern.
1935 mussten Insassen des Arbeitshauses Rebdorf bei Eichstätt die Mauerlücken des Bergfriedes wieder schließen. 1964/67 wurde die Burg gesichert, später erfolgten einige kleinere Konservierungsmaßnahmen und Freilegungen.

## Beschreibung

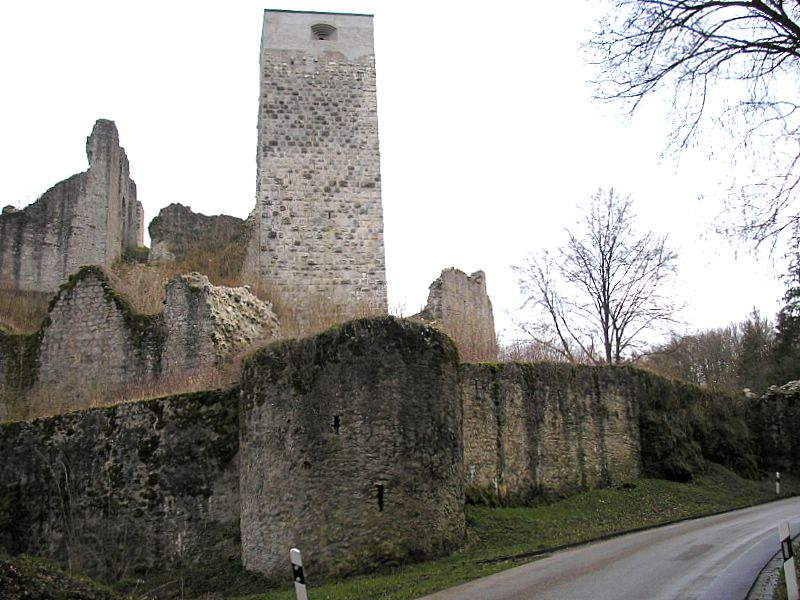
Nordwestansicht mit Zwinger, Palas und Bergfried

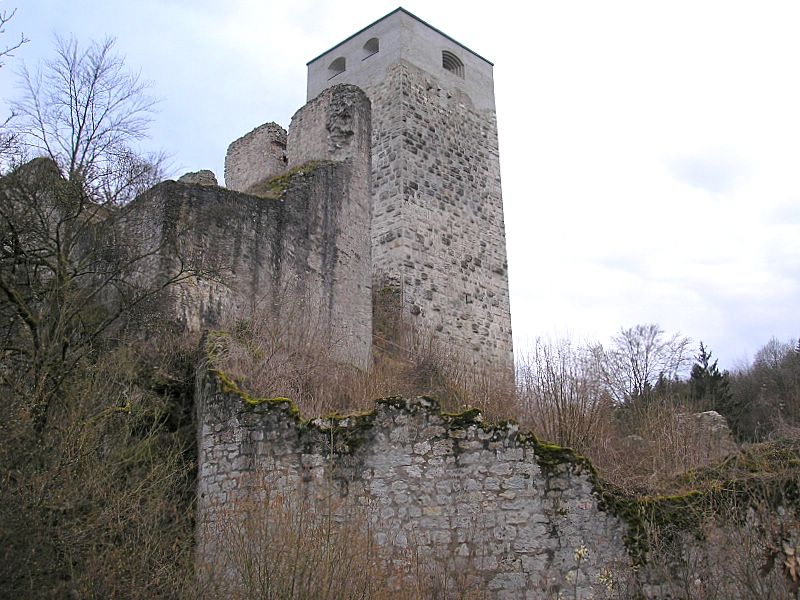
Die Burg von Nordosten

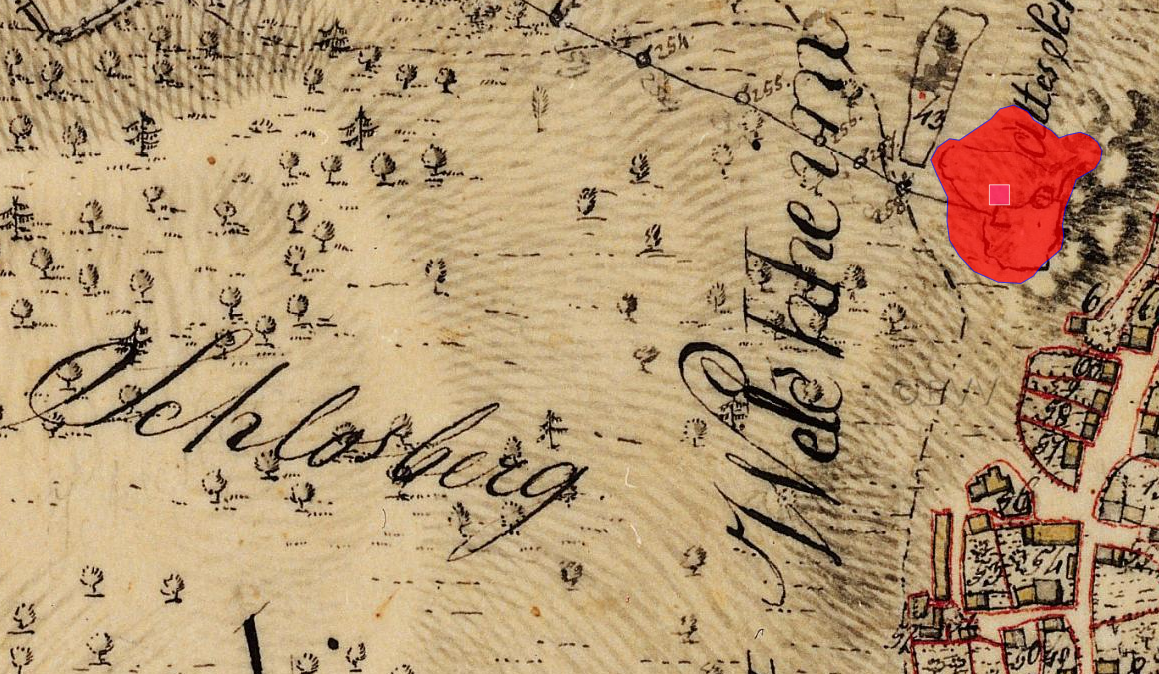
Lageplan von Burg Wellheim auf dem Urkataster von Bayern

Die romanische Oberburg wurde in spektakulärer Lage auf einer wild zerklüfteten Felsformation über dem Markt Wellheim angelegt. Vom Palas und den sonstigen Gebäuden der Kernburg haben sich nur Teile der Außenwände und Mauerreste erhalten. Der Palas lag im Osten, ein Söller bildete die Verbindung zu einem Wohngebäude im Süden. Im Norden erhebt sich der mächtige, quadratische Bergfried aus regelmäßigen Buckelquadern mit Randschlag. Der etwa 35 Meter hohe Turm wird von einem späteren Obergeschoss aus Backstein (rundbogige Fensteröffnungen) abgeschlossen, das ehemals ein Satteldach trug. Den ursprünglichen Abschluss bildete ein Zinnenkranz, der sich noch gut von der Aufmauerung abzeichnet. Der rundbogig geschlossene Hocheingang liegt auf der Südseite. Der Burghof ist heute meterhoch mit Schutt gefüllt und überwachsen, ehemals dürfte der Einstieg etwa sechs Meter über dem Bodenniveau gelegen haben. Die Nordwand musste 1935 neu aufgemauert werden, da ab 1836 größere Mengen an Quadern als Baumaterial ausgebrochen wurden. Die Wände bestehen aus zweischaligem Kalksteinmauerwerk mit Mörtel- und Steinfüllung.
1857 musste ein ganzes Stockwerk des Palas wegen akuter Einsturzgefahr abgebrochen werden.
Den Hang hinunter ziehen sich die Ringmauern der Mittelburg. Auch hier stand einst ein kleineres, rechteckiges Gebäude, von dem sich aber nur wenige Reste erhalten haben.
Darunter liegt die Unterburg. Die Ringmauer scheint einige Male ausgebessert worden zu sein. Außen ermöglichte ein kleiner Turm die Seitenbestreichung. Die Mauerreste der beiden kleinen Räume neben dem Tor werden als ehemalige Stallungen gedeutet. Auf das Tor selbst verweist heute nur noch eine Mauerlücke.
Im 15. Jahrhundert wurde der Unterburg eine eindrucksvolle Zwingeranlage vorgelegt. Die Nordspitze wird durch einen Rundturm bewehrt. Das Außentor sicherte ein rechteckiger Turmbau. Im nordwestlichen Außengraben verläuft heute die Ortsverbindungsstraße nach Gammersfeld. Gegen den östlichen Steilhang ist der Graben durch eine Abschlussmauer gesichert, die auf der Außenseite durch einen quadratischen Flankierungsturm verstärkt war.

## Geotop
Der Schloßberg mit seinem Felsentor ist vom Bayerischen Landesamt für Umwelt als Geotop (176R023) ausgewiesen.